# Meitantei Conan - Kudō Shin'ichi e no chōsenjō
Meitantei Conan - Kudō Shin'ichi e no chōsenjō (名探偵コナン 工藤新一への挑戦状?, Meitantei Konan - Kudō Shin'ichi e no chōsenjō), letteralmente Detective Conan - Lettera di sfida per Shinichi Kudo, è una serie televisiva giapponese (dorama) di 13 episodi ispirata alla serie manga e anime Detective Conan, di Gōshō Aoyama, andata in onda su Yomiuri TV e Nippon Television dal 7 luglio al 29 settembre 2011, alle 23:58. È stata prodotta dopo i primi tre film per la televisione live action prodotti tra il 2006 e il 2011, in corrispondenza con le celebrazioni dei 15 anni dall'inizio dell'anime.

## Trama
La serie è ambientata poco prima della storia del manga, ovvero prima che il Shinichi ritornasse bambino. Il brillante studente liceale è già un esperto detective che spesso aiuta la polizia giapponese a risolvere casi. Shinichi, Ran e Kogoro si svegliano accorgendosi di essere bloccati in una stanza bianca. Shinichi trova una lettera di una persona che afferma di essere un suo fan e che la stanza bianca è un regalo. Trova anche un computer con una data e degli spazi per scrivere. Shinichi ricorda che in quella data ha risolto un caso.
Tutti gli episodi sono collegati dalla storia delle stanze bianche: in ogni stanza deve essere inserito un codice, relativo ad un caso risolto da Shinichi nella data indicata, ma dopo averlo inserito i protagonisti si ritrovano in un'altra stanza. In ognuna di esse Shinichi ricorda un caso, che viene mostrato nell'episodio tramite un flashback.

## Sigla
La sigla finale è Kimi to zutto (君とずっと…? lett. "Con te per sempre"), di yu-yu.

## Episodi
La serie è composta di 13 episodi, detti file come i capitoli del manga. L'episodio 11 è l'unico tratto dal manga, nonché il primo live action di Detective Conan ad esserlo. È tratto infatti dai file da 5 a 7 del volume 26 (episodi 192-193 dell'anime, 207-208 secondo la numerazione italiana).
Gli interpreti principali sono gli stessi degli ultimi due film live action, l'ultimo dei quali è stato trasmesso dopo la serie, e molti sono diversi da quelli dei primi due film.